# Sinsteden
Sinsteden ist ein Ortsteil der Gemeinde Rommerskirchen im Rhein-Kreis Neuss in Nordrhein-Westfalen und hat ca. 590 Einwohner.

## Geographische Lage
Die kleine Ortschaft Sinsteden liegt unmittelbar an der Bundesstraße 59 (ehemalige Köln-Venloer Straße) zwischen Rommerskirchen und Grevenbroich-Allrath. Der Ort liegt an der alten Römerstraße Trier–Neuss.

## Geschichte

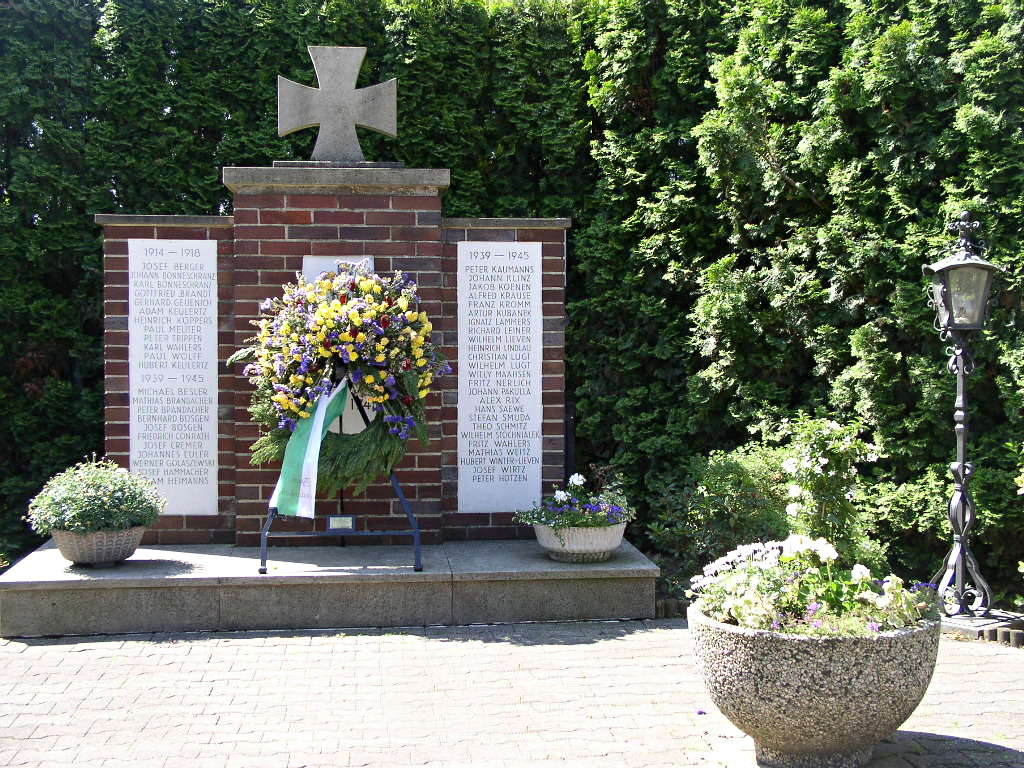
Kriegerdenkmal in Sinsteden

Erstmals wurde Sinsteden unter dem Namen „Senstede“ um 1155 urkundlich erwähnt.
Nach dem Einmarsch der Franzosen 1794 wurde das linksrheinische Gebiet französisch. 1798 wurde das Rheinland von den Franzosen in vier Départements (Rur/Roer, Rhein-Mosel, Saar und Donnersberg) aufgeteilt. Départements waren in Arrondissements unterteilt, diese in Cantons und diese in Mairies. Als unterste Verwaltungseinheit entstand in diesem Gebiet die Mairie Rommerskirchen. Diese gehörte zum Kanton Dormagen im Arrondissement Cologne im Département de la Roer. Nach dem Abzug der französischen Besatzungstruppen infolge des Zusammenbruchs des napoleonischen Reiches 1814 wurde das katholisch geprägte Rheinland beim Wiener Kongress dem protestantischen Preußen zugesprochen. 1815 kam Sinsteden zur Gemeinde Rommerskirchen, die zum Rhein-Kreis Neuss gehörte.
1970 vergrößerte sich Sinsteden durch den Bau der „Neuen Siedlung“ durch die Landesentwicklungsgesellschaft. Mit dem Bau einer Ortsumgehung sollte im Jahre 2016 begonnen werden. Ende 2018 wurde mit dem Bau begonnen, sie wurde im Oktober 2019 fertiggestellt.

## Kultur und Freizeit

### Feste
Neben dem in dieser Gegend üblichen Schützenfest der ortsansässigen Vereine stellt das Erntedankfest im Kreislandwirtschaftsmuseum einen großen Veranstaltungshöhepunkt dar.

### Kreislandwirtschaftsmuseum und Kulturzentrum
Im Kreislandwirtschaftsmuseum im „Hof Kessel“ findet man das Archiv des „Kaltblutpferdes Nordrhein“, die archäologische Sammlung der „villa rustica“, sowie eine große Sammlung landwirtschaftlicher Maschinen. Dazu zählen historische Landmaschinen und eine umfangreiche Sammlung von Traktoren der Firma Case, die bis 1997 in Neuss produziert wurden. Neben diesen permanenten Ausstellungen findet man auch Wechselausstellungen mit land- und forstwirtschaftlichen Themen.
Angegliedert an das Kreislandwirtschaftsmuseum ist das Kulturzentrum, in dem sich die weltweit größte Sammlung von Kunstwerken Ulrich Rückriems findet.

### Vereine
- St. Marternus Bürgerschützenverein Sinsteden 1897
- Tambourcorps „Frisch-Auf“ Sinsteden 1953
- Geschichtskreis Rommerskirchen

## Einrichtungen
- Kulturzentrum Sinsteden
- Katholischer Kindergarten Sinsteden